# Shestak (Nebraska)
Pour les articles homonymes, voir Shestak.
Shestak est un secteur non constitué en municipalité du comté de Saline, aux États-Unis.
La localité est nommée en l'honneur de Václav Šesták, l'un des premiers colons,.

## Histoire
Shestak possède un bureau de poste de 1893 à 1894.